# 半田あかり
半田 あかり（はんだ あかり、本名・半田亜香里（読み同じ）、1984年9月21日 - ）は、元松竹芸能所属(2022年11月1日退社)の芸人・タレント。

## 来歴
芸人になる前はモデル事務所に所属して、イベントモデルやグラビアアイドルをしていた。DVDも発売している。ミスカジキマグロの受賞経験あり。　
芸人としては、大阪ローカルを中心に、テレビ・ラジオ・舞台などで活動。NHK「あほやねん!すきやねん!」では、リポーターとして、司会の銀シャリほかと共演。
2018年4月からは、eo光チャンネルの情報バラエティ番組「ゲツ→キン」の金曜日レギュラー。

## かのやオフィシャルリポーター
2016年4月から、鹿児島県鹿屋市の「かのやオフィシャルリポーター」に就任。鹿屋市役所からの「経験を生かして鹿屋の魅力を発掘・発信してほしい」との要望に応え、大阪でのテレビ・ラジオの仕事を辞めて鹿屋に移住し、鹿屋市役所に嘱託職員として勤務。収入は大阪時代の1/3になったと言われている。松竹芸能にも引き続き所属し、「二刀流芸人」して活動。
鹿屋では、市役所の事務仕事や市役所主催イベントの企画・司会などをこなしながら、自らの企画・取材・出演・製作により、鹿屋や大隅地域の魅力をまとめたビデオを作り、テレビ局に持ち込む方法（本人はこれを「完パケ方式」と呼んでいる）により、鹿児島のテレビ局・ラジオ局で鹿屋のPR枠を無料で獲得。MBC「かご4」「ゆうぐれエキスプレス」、KKB「かごとき」などに準レギュラーとして出演。
こうした取組が全国的に注目を浴び、2017年4月にはTBS「News23」で特集される。
2017年10月には、経済誌「Forbes Japan」でも特集。

## カンパチ解体ショー
カンパチを解体しながらトークできる、世界でただ一人のかんぱち芸人。
鹿屋の特産品であるカンパチをPRするため、市役所職員に黙って毎朝４時から約４時間、鮮魚店で解体技術を学んだ。１６年秋に解体ショーを実演し、職員たちの度肝を抜いた。その後は解体ショーを「ネタ」に、オリジナルのカンパチダンスも加えて全国行脚している。
かのやのゆるキャラ、かのやカンパチロウとコンビで活動することが多いため、「かんぱち婦人」とも呼ばれている。解体ショーを取材したスポニチの記者に対して、女子力も高いことを強力にアピールした。

## 全国での講演活動
かのやオフィシャルリポーターの活動が注目され、町おこしに取り組む全国の自治体などで講演を行っている。
宇都宮大学での「一次産業を生かした楽しい地域活性化」の講演は、地元の下野新聞で「元グラドル、町おこしを語る」など数回にわたって取り上げられた。とちぎテレビにも出演。
各地の市役所の職員研修で、松竹芸人が市役所で働いた体験談を講演することも。